# Ma Quan
Ma Quan (en xinès tradicional: 馬荃; en xinès simplificat: 马荃; en pinyin: Mǎ Quán) xinesa, fou una pintora i artesana de segells per a tinta que va viure sota la dinastia Qing (regnats de Kangxi i Qianlong) filla de Ma Yuanyu. Va aprendre a pintar amb el seu pare i el seu germà quan era una nena. Les flors van ser un tema de les seves obres que solien ser de petit format. Pintava amb pinzellades lliures, amb bells colors i elegants. Va gaudir de popularitat al sud de la Xina juntament amb Yun Bing.